# Charles III Ferdinand de Mantoue
Charles III Ferdinand de Gonzague (en italien Carlo III Ferdinando Gonzaga), duc de Mantoue et de Montferrat, issu de la maison de Gonzague-Nevers, né le 31 août 1652 à Revere et mort le 5 juillet 1708 à Padoue, est le dixième et dernier duc de Mantoue (Lombardie), le huitième duc de Montferrat (Piémont) et le 3e prince d'Arches. 
Il est aussi duc de Guastalla et comte de Rodigo et Rivalta (sous tutelle de l'Empire).

## Biographie

### Enfance
Charles Ferdinand est le fils unique de Charles II de Mantoue et d'Isabelle-Claire de Tyrol. Il a 13 ans lorsqu'il succède à son père en 1665. Sa mère Isabelle assure la régence jusqu'en 1670, année des 18 ans de Charles Ferdinand.
C'est un prince peu rompu à l'exercice du pouvoir, indécis, excessif dans ses goûts et ses choix qui n'étaient pas forcément les bons, tant pour lui-même que pour le duché. Au moins son mariage, arrangé par sa mère, fut une bonne chose car il permit d'éteindre les animosités entre les familles Gonzague de Mantoue et de Guastalla, qui remontaient à l'affrontement ouvert de la guerre de succession de Mantoue.
En 1670, il épouse donc Anne Isabelle (1655-1703), fille et héritière du 3e duc de Guastalla Ferdinand III et de Marguerite d'Este, princesse de Modène et Reggio. Mais ils n'eurent pas d'enfants.

### Succession deFerdinandIII
En 1678, à la mort de son père Ferdinand III, Anne Isabelle devient duchesse de Guastalla et Charles Ferdinand duc consort. En 1692, l'empereur Léopold Ier déclara la succession d'Anne Isabelle illégitime et concéda le fief à son cousin et beau-frère Vincent Ier.
La soif de gloire et de renommée lui fit accumuler les erreurs. Bien que son père lui ait laissé un duché aux finances exsangues, il continua d'organiser des divertissements de cour et à dilapider le peu de finances disponibles. Il finança même, par deux fois, des expéditions en Turquie.

### Mariage avec Suzanne Henriette de Lorraine
Veuf en 1703, il se remarie le 8 novembre 1704 à Tortona (Montferrat) avec Suzanne Henriette de Lorraine (1686-1710), fille de Charles III duc d'Elbeuf et de Françoise de Montault de Navailles, de 32 ans sa cadette. Ils n'ont pas d'enfants non plus et se séparent dès 1706. Suzanne Henriette rentre en France.

### Guerre de Succession d'Espagne
Lors de la guerre de Succession d'Espagne en 1701, il a opté pour le parti français et assume pour Louis XIV le titre, plutôt honorifique, de général des armées françaises en Italie. Face aux troupes impériales menées par Eugène de Savoie-Carignan, il perd en 1706 le Montferrat que le duc de Savoie Victor-Amédée II occupe. En juin 1708, l'empereur Joseph Ier confirme la possession du Montferrat par la Savoie. Avec les terres prises en 1631 lors de la guerre de succession de Mantoue, Victor-Amédée a enfin réussi à réunir le duché entier sous son autorité.
Le même mois, le 30 juin, sous l'accusation de félonie, l'empereur lui confisque le duché de Mantoue et le déchoit de son titre de prince du Saint-Empire. Le duché est réuni à celui de Milan, et l'ensemble des deux duchés forme ce qui sera appelé la Lombardie autrichienne (Lombardia austriaca).
Il meurt six jours après avoir été déchu, le 5 juillet 1708, âgé de 55 ans. Sa mort met un point final à la souveraineté, qui durait depuis presque quatre siècles, des Gonzague sur Mantoue.

### Descendance illégitime
Charles III Ferdinand n'a aucun enfant de ses deux femmes (Anne Isabelle de Guastalla et Suzanne Henriette de Lorraine) mais il a plusieurs enfants illégitimes :
- Giovanni Gonzague (1671-1743), prétendant aux titres de son père ;
- Giovanna Gonzague (morte en 1739), épouse du comte Jacopo von Bardoxi ;
- Clara Gonzague (1686-1749), clarisse capucine.
- Maria Elisabetta Gonzague (1695), clarisse capucine ;
- Carlo Gonzague (1692, Mantoue -1771, Rome), chanoine de Saint Pierre du Vatican et gouverneur de onze cités pontificales dont Viterbe, Ancône et Pérouse ;
- Isabella Gonzague (1694-1753), servite de Marie.